# Albia Dominica
Albia Dominica (también citada como Dominica, Albia Domnica, Domnica o Domnica Augusta; h. 337-después de 378) fue una emperatriz romana consorte, que recibió el título de augusta y esposa del emperador Valente. Valente, que gobernó en 364-378, fue un emperador de Oriente y emperador conjunto con su hermano Valentiniano I.

## Familia
Dominica era la hija del poderoso e infame prefecto pretoriano Petronio, que era odiado por su avaricia y su crueldad. La impopularidad de su padre era tan grande que llevó a la rebelión de Procopio, un rival de Valente, en 365.
Amiano Marcelino relata que era un hombre desagradable y cruel. Petronio era probablemente panonio. Su ascendencia más allá se desconoce. Varios de sus familiares tenían posiciones influyentes. Un posible pariente es Dominico, un oficial de Valente mencionado en la Oración II de Libanio. Procopio, prefecto de Constantinopla en 377, es mencionado por Zósimo como un pariente de Valente por matrimonio. Sugiere que también estaba relacionado con Dominica. Según Nicetas de Serra, Eusebio era su tío y un praefectus urbi en la diócesis del Ponto. Nicetas era un comentarista de las obras de Gregorio Nacianceno e identifica a Eusebio con una figura de otro modo no identificada mencionada en las obras de Gregorio. Eusebio está entonces supuestamente documentado en la oración fúnebre en honor de Basilio de Cesarea.
Algunos estudiosos sugieren que la ascendencia de Dominica y sus parientes eran familias de habla griega de Sirmio, la capital inicial de la Prefectura del pretorio de Iliria. El matrimonio con una familia griega podría ayudar a fortalecer el gobierno de Valente sobre la pars orientalis (helenizada).

## Matrimonio
Ella se casó con Valente (c. 354) y le dio dos hijas, Anastasia y Carosa, antes de dar a luz al hijo y heredero, Valentiniano Galates (366-373). Según Sócrates de Constantinopla y Sozomeno ambas hijas fueron educadas por Marciano, un anterior palatinus. Marciano se había convertido en un presbítero novacianista. Su servicio continuado en la corte aseguraba que Valente tuviera una actitud más tolerante hacia los novacianistas.

## Escándalos religiosos y la muerte de Galates
La historia de la iglesia cristiana a principios del siglo IV estuvo marcada por la controversia trinitaria. El primer concilio de Nicea en 325 había establecido el símbolo niceno, que declaraba que el Padre, el Hijo y el Espíritu Santo eran todos iguales entre sí y de la misma substancia. El teólogo Arrio, fundador del arrianismo, no estaba conforme con esto y creía que las tres partes de la Trinidad estaban separadas materialmente entre sí y que el Padre creó al Hijo. Dominica ya era arriana y se rumoreaba que había persuadido a su esposo Valente de que se convirtiera al arrianismo. Alrededor del año 367, según Teodoreto, Domnica convenció a Valente para que buscase el bautismo de Eudosio de Antioquía, arzobispo de Constantinopla. Eudoxio fue uno de los arrianos más influyentes.
Valente fue uno de los pocos emperadores del siglo que favoreció a los arrianos. Se acusa a la emperatriz, sin pruebas, de haber urgido a su esposo a perseguir a la secta trinitaria, incluyendo la persecución de muchos obispos prominentes. La persecución era habitual en su reinado.
Un grupo de filósofos paganos se dedicaba a la adivinación y predijo que cierto filósofo llamado Teodoro sería el próximo emperador. Cuando Valente descubrió esta profecía consideró a los filósofos culpables de un complot contra su seguridad. Valente se enfureció y mató a los filósofos y, tal era su furia, también mató a otros filósofos enteramente inocentes e incluso a aquellos vestidos como filósofos.
La temprana muerte del joven Valentiniano fue un gran golpe para sus padres, rodeado de querellas y escándalos religiosos. Según Sócrates, Dominica dijo a su esposo que ella había tenido visiones de que la enfermedad de su hijo fue un castigo por el maltrato del obispo Basilio de Cesarea. Basilio era un prominente líder ortodoxo que se opuso a las creencias semi-arrianas del emperador. Cuando le pidieron que rezase por el niño, conocido como Galates, se dice que Basilio había respondido ofreciendo el compromiso de Valente a la ortodoxia a condición de la supervivencia del niño. Valente rechazó acceder a la petición y bautizar a Galates como católico. En lugar de ello dio a su hijo un bautismo arriano. Basilio replicó diciendo que el deseo de Dios se cumpliría pronto, y Galates murió poco después.

## Derrota en Adrianópolis y la muerte de Valente
Valente falleció en batalla contra los godos en la batalla de Adrianópolis el 9 de agosto de 378. Las circunstancias exactas de su muerte se desconocen. Los godos luego continuaron moviéndose hacia el Este y atacaron Constantinopla. Porque no hubo ningún emperador que guiara las fuerzas, la emperatriz Dominica se vio obligada a organizar un contraataque. Dominica pagó las soldadas del tesoro imperial a cualquier voluntario civil que deseara armarse contra los invasores.
Tras la muerte de su esposo ella gobernó como regente de facto y defendió Constantinopla contra los godos atacantes hasta que llegó su sucesor, Teodosio I. La fecha y las circunstancias de la muerte de Albia Dominica se desconocen. Según Sócrates y Sozomeno, Dominica reclutó a voluntarios civiles para defender a Constantinopla de los godos. Ella emitió órdenes de que se les pagara lo mismo que a los soldados regulares. El gasto se pagó por la tesorería imperial que ella administraba.